# Membránové glykoproteiny destiček

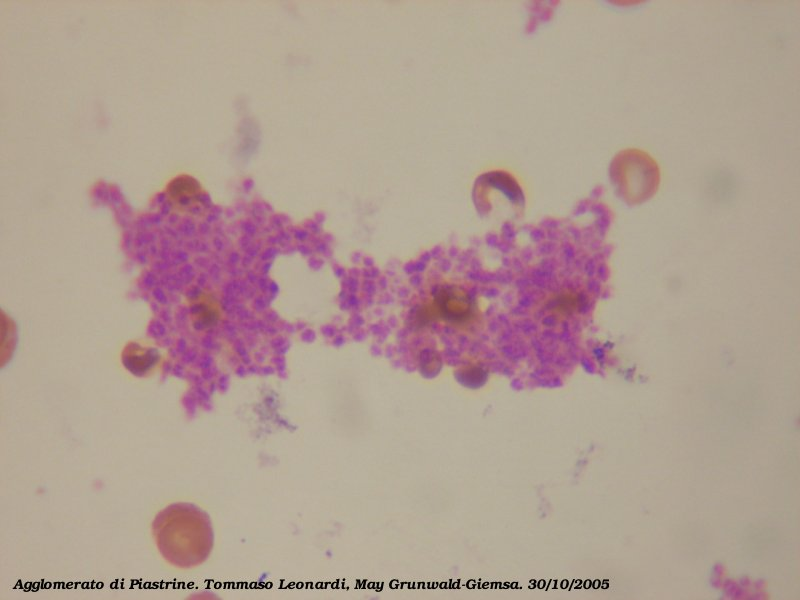
Shluky krevních destiček; krevní destičky jsou (mimo jiné díky membránovým glykoproteinům) schopné ve velkém množství přilnout k poškozené cévní stěně a vzájemně se spojovat (agregovat)

Membránové glykoproteiny na krevních destičkách (trombocytech) mají klíčový význam pro hemokoagulaci. Při poškození cévní stěny destičky interagují pomocí svých glykoproteinových receptorů s komponenty extracelulární matrix.

## Receptory pro adhezi destiček ke kolagenu
Mezi tyto receptory patří membránové glykoproteiny GPIa/IIa, GPVI a pravděpodobně i GPIV. V případě vysokého střihového stresu přebírá hlavní roli komplex GPIb-IX-V.

## Interakce glykoproteinů na krevní destičce
V důsledku konformačních změn se po navázání von Willebrandova faktoru (vWF) na komplex GPIb-IX-V aktivuje komplex GPIIb/IIIa, který pak může vázat fibrinogen. Molekuly fibrinogenu vytváří mezi destičkami můstky, které slouží jako podklad pro agregaci destiček. V případě nedostatku fibrinogenu plní roli můstku vWF, který se za těchto okolností může taky vázat ke komplexu GPIIb/IIIa.

## Membránové glykoproteiny

### Glykoproteinový komplex Ib-IX-V (GPIb-IX-V)
Tento transmembránový glykoproteinový komplex se skládá ze čtyř podjednotek: GPIbα, GPIbβ, GPV a GPIX. Každá z nich má variabilní počet opakovaní bohatých na leucin (glykoproteinová rodina bohatá na leucin). GPIbα a GPIbβ jsou navzájem propojeny disulfidickým můstkem, zatímco GPV a GPIX asociují s komplexem nekovalentně. GPIbα podjednotka nese vazebné místo pro von Willebrandův faktor (vWF), α trombin, leukocytární integrin αMβ2 a P-selektin. Vazba mezi GPIbα a vWF zprostředkovává zachycení krevní destičky k poškozené cévní stěně. Nedostatečná syntéza tohoto komplexu vede ke vzniku Bernard-Soulierova syndromu.

### Glykoprotein VI (GPVI)
Glykoprotein VI patří mezi transmembránové glykoproteiny typu I imunoglobulinové superrodiny. Jedná se o důležitý kolagenový receptor, který se podílí na kolagenem indukované aktivaci a adhezi krevních destiček. Hraje klíčovou roli v prokoagulační činnosti a následné formaci trombinu a fibrinu. Tato prokoagulační funkce může přispět k arteriální či žilní trombóze. Signální dráha zahrnuje FcR γ řetězec (transmembránová doména GPVI asociuje s γ řetězcem FcR), Src kinázy Fyn/Lyn, adaptorový protein LAT a vede k aktivaci fosfolipázy C.

### Glykoproteinový komplex Ia/IIa (GPIa/IIa= integrin α2β1)
Jedná se o receptor pro kolagen typu I a IV. Skládá se ze dvou podjednotek (α2 a β1). α2 podjednotka zahrnuje I doménu, která je homologická s doménou von Willebrandova faktoru na kterou se váže kolagen. β1 podjednotka má čtyři oblasti bohaté na cystein a má podobnou strukturu ostatním β integrinům. Díky interakci kolagenu s tímto receptorem dochází ke stabilizaci krevní destičky. Na povrchu destiček existuje vysoká variabilita exprese tohoto komplexu zejména v souvislosti s polymorfizmem genu pro podjednotku GPIa. Často dochází k bodové záměně na pozici 807 (C – T bodové mutace), která je spojená s nebezpečím infarktu myokardu či s ischemickou cévní mozkovou příhodou.

### Glykoproteinový komplex IIb/IIIa (GPIIb/IIIa= integrin αIIbβ3)
Tento komplex interaguje s fibrinogenem a hraje tím významnou roli při agregaci a adhezi trombocytů k povrchům endotelu. Aktivace komplexu vede ke spuštění agregace trombocytů a zpevnění primární destičkové zátky fibrinovým koagulem. Komplex IIb/IIIa je hlavní komponentou destičkové membrány. Nachází se zde v počtu až 50 000 kopií (některé práce uvádí 80 000 kopií).
αIIb (GPIIb) se skládá ze dvou podjednotek, které jsou spojené disulfidickými můstky. β3 (GPIIIa) tvoří jeden polypeptidový řetězec. Na povrchu destičkové membrány vytvářejí podjednotky Ca2+-dependentní komplex v poměru 1:1.
Glykoproteinový komplex IIb/IIIa na molekule fibrinogenu rozpoznává:
- dodekapeptid lokalizovaný v C terminální části γ řetězce fibrinogenu (nejvýznamnější)
- RGD sekvence α řetězce → rozpoznává aminokyselinovou sekvenci Arginin-Glycin-Aspartát

Dále váže vWF, fibronektin a vitronektin.
V klidovém stavu je mezi oběma podjednotkami protein agregin, který brání kontaktu podjednotek, jenž je nutný k aktivaci komplexu. Komplex se může aktivovat pomocí ADP, kdy se ADP naváže na agregin a následkem konformační změny už nebrání kontaktu obou podjednotek. Dále se komplex může aktivovat trombinen. Trombin vazbou na svůj receptor aktivuje proteinkinázu C a zvyšuje hladinu inozitol trifosfátu. Dochází k uvolnění vápenatých iontů, které aktivují kalpain. Kalpak štěpí agregin, což opět umožní sjednocení obou podjednotek.
Defekt komplexu IIb/IIIa se projevuje jako Glanzmannova trombastenie. Pacientům zcela chybí schopnost trombocytů agregovat.

### GPV/IIIa (GPV/IIIa= integrin α5β3)
Jedná se o heterodimer jehož α5 podjednotka je z 36 % shodná s podjednotkou GPIIb. Komplex se nachází především na endoteliálních buňkách, ale i na buňkách hladké svaloviny, makrofázích a trombocytech. Jeho hlavní funkce je adheze těchto buněk ke složkám extracelulární matrix.